# 7 (serviço do metrô de Nova Iorque)

Trajeto da linha 7 do Metropolitano de Nova Iorque

O 7 Flushing Local e o 7 Flushing Express são serviços de metropolitano do Metrô de Nova Iorque, providenciando os serviços local e expresso ao longo de todo o leito da IRT Flushing Line. O serviço é representada pela cor roxa nas placas de estações, "rollsigns" de trens, sinais de percurso e no mapa oficial do metrô. O serviço local é designado por um 7 logotipo circular - , e o serviço expresso por um 7 logotipo losangular - .
O serviço local funciona em todas as horas. O expresso funciona em dias de semana, das 06:30 às 10:00 da manhã indo de Flushing-Main Street até Times Square, e das 15:00 às 22:00, indo no sentido oposto. O "Super Express" é um serviço que funciona em direção a Manhattan, providenciado após jogos do New York Mets em noites de semana e fins de semana no Citi Field e jogos do US Open (tênis): começando da estação Mets-Willets Point e indo como expresso até Times Square, parando antes em Junction Boulevard, Hunters Point Avenue e Vernon Boulevard - Jackson Avenue. O serviço 7 opera com comboios de 11 carros, mais do que qualquer outro serviço do Metrô de Nova Iorque.
O 7 foi cognomeado como o "Expresso Internacional", (International Express), por passar por diversas vizinhanças étnicas, habitadas por imigrantes estadounidenses, especialmente ao longo da Roosevelt Avenue. Este não é um nome oficial e não é usado para identificar o serviço em operações diárias.

## Frota
O 7 foi o último refúgio para carruagens conhecidas como "Redbird". Até 2002, toda a frota era composta por carruagens modelo R33/R36 World's Fair Version, usados durante a Feira Mundial de Nova Iorque de 1939-40 e a Feira Mundial de Nova Iorque de 1964-65. Em 2001, com a chegada das carruagens modelo R142/R142A, a New York City Transit Authority anunciou a retirada de todas as carruagens "Redbird". Em 2002-03, a companhia Bombardier construiu  as carruagens modelo R62A, originalmente usadas nos serviços 3 e 6, gradualmente substituindo as carruagens R33/36 WF. Em 3 de Novembro de 2003, o último Redbird fez sua última viagem, parando em todas as estações entre Times Square e Willets Point – Shea Stadium.
Vários Redbirds utilizados no serviço foram decorados com logotipos e cores dos Mets durante as 2000 Subway Series contra os New York Yankees, devido o serviço passar adjacente ao estádio Citi Field.
Atualmente, todos os R62A foram atualizados com sinais iluminados com lâmpadas LED para que fosse possível distinguir os trens locais dos expressos. Estes sinais estão localizados nos rollsigns, que se encontram nas laterais de cada trem. O serviço local é distinguido por um círculo verde ao redor de um 7 enquanto o expresso é distinguido por um losango vermelho.

### Galeria

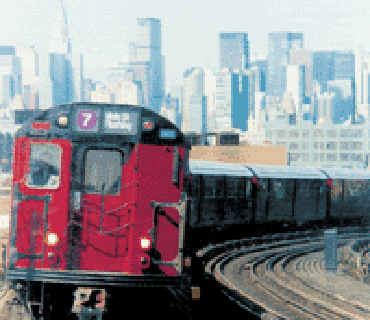
Um comboio de carruagens modelo R36 do serviço 7 na estação 33rd Street–Rawson Street.
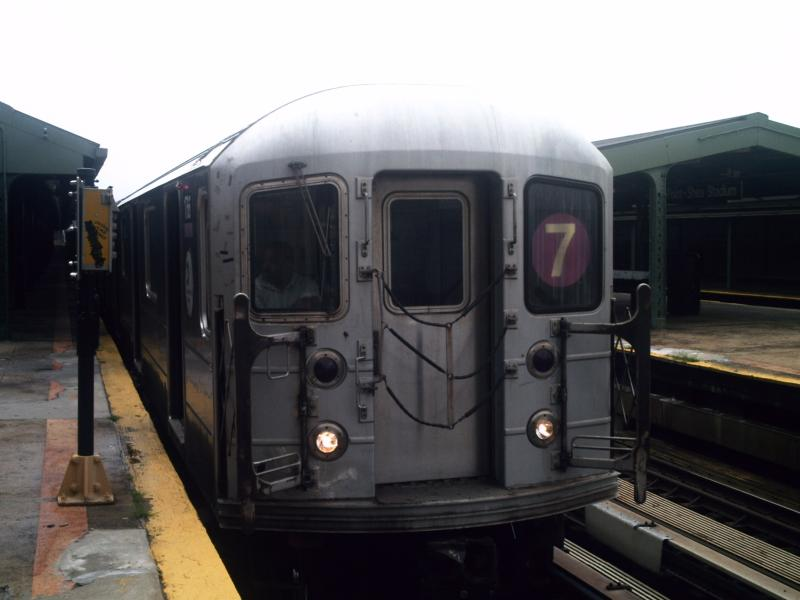
Um comboio do serviço 7 com destino a Manhattan, composto por carruagens modelo R62A, que compõe atualmente a frota do serviço, em Mets – Willets Point

## História
Em 13 de Junho de 1915, o primeiro comboio testado na IRT Flushing Line percorreu o trecho compreendido entre as estações Grand Central e Vernon Boulevard-Jackson Avenue, seguido pelo começo das operações comerciais da linha, em 22 de Junho. Nos treze anos seguintes, a linha foi prolongada peça por peça até chegar ao seu comprimento atual entre Times Square e Flushing-Main Street.
A designação 7 foi atribuída a sua rota atual desde a introdução dos "rollsigns" na frente dos trens de modelo R12 no ano de 1948, embora tenha mudado de nome diversas vezes.
Entre 13 de maio e 21 de agosto de 1985 a linha passou por grandes reformas, que incluíam a troca dos trilhos e a reparação das estações, para melhorias da infra-estrutura. O principal item da reforma foi a troca dos trilhos no viaduto sobre a avenida Queens Boulevard. Durante a execução das obras o serviço expresso foi suspenso, no entanto este funcionaria apenas durante eventos como os jogos dos Mets. Após a conclusão das obras, a rota expressa foi estabelacida novamente, mas não passavam pela estação 61st Street - Woodside por preocupação das autoridades de trânsito. A parada foi reestabelecida por oposição dos habitantes próximos.
Em meados da década de 1990, a Metropolitan Transportation Authority descobriu que a estrutura do mesmo trecho era instável, pois as pedras que foram usadas para apoiar o viaduto, como lastro, se soltaram devido a má drenagem, que, por sua vez, afetou a integridade da estrutura de concreto em geral. O serviço expresso foi suspenso entre as estações Queensboro Plaza e 61 Street - Woodside. Plataformas temporárias foram instaladas para acessar o expresso nas quatro estações intermediárias. O trabalho começou em Abril de 1993. Quando a reconstrução do viaduto terminou em 31 de Março de 1997, o serviço expresso foi restabelecido.
Recentemente foi anuncida a expansão do serviço até a 11th Avenue e a 34th Street, próximo ao Jacob K. Javits Convention Center. A
conclusão da obra está prevista para 2013.

## Estações

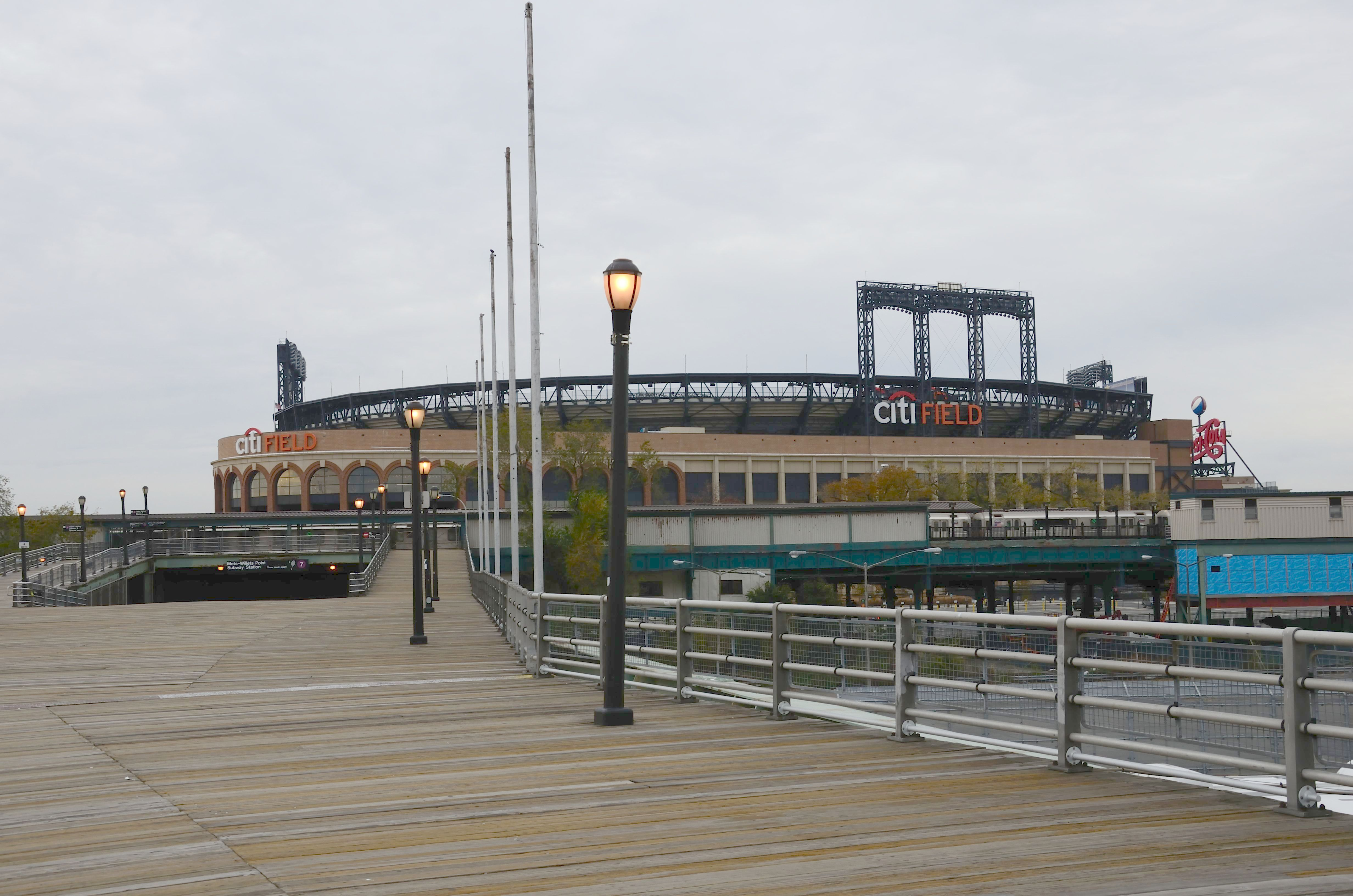
Entrada da estação Mets-Willets Point, com o Shea Stadium ao fundo.

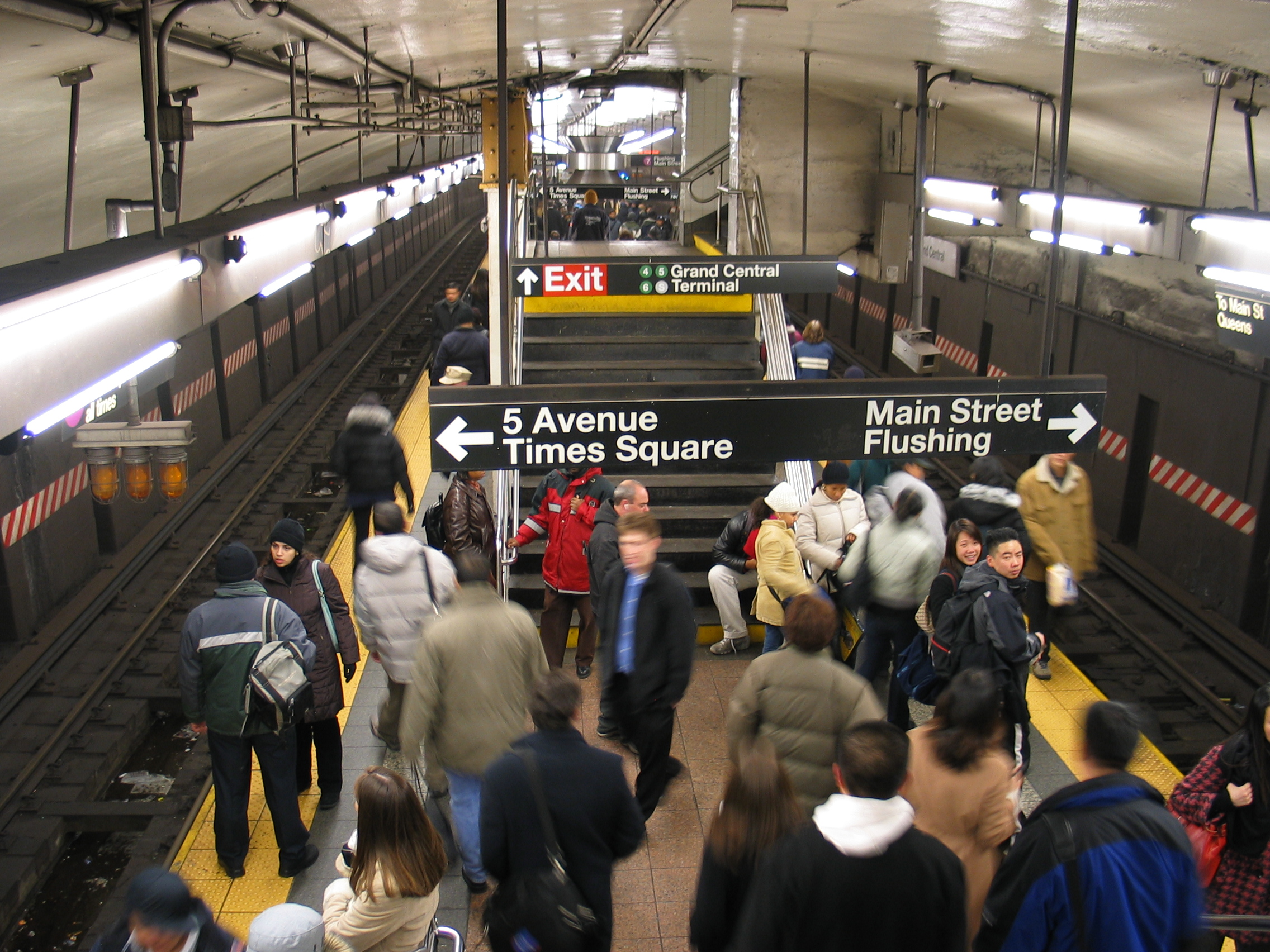
Vista da plataforma da linha 7 na estação Grand Central-42nd Street

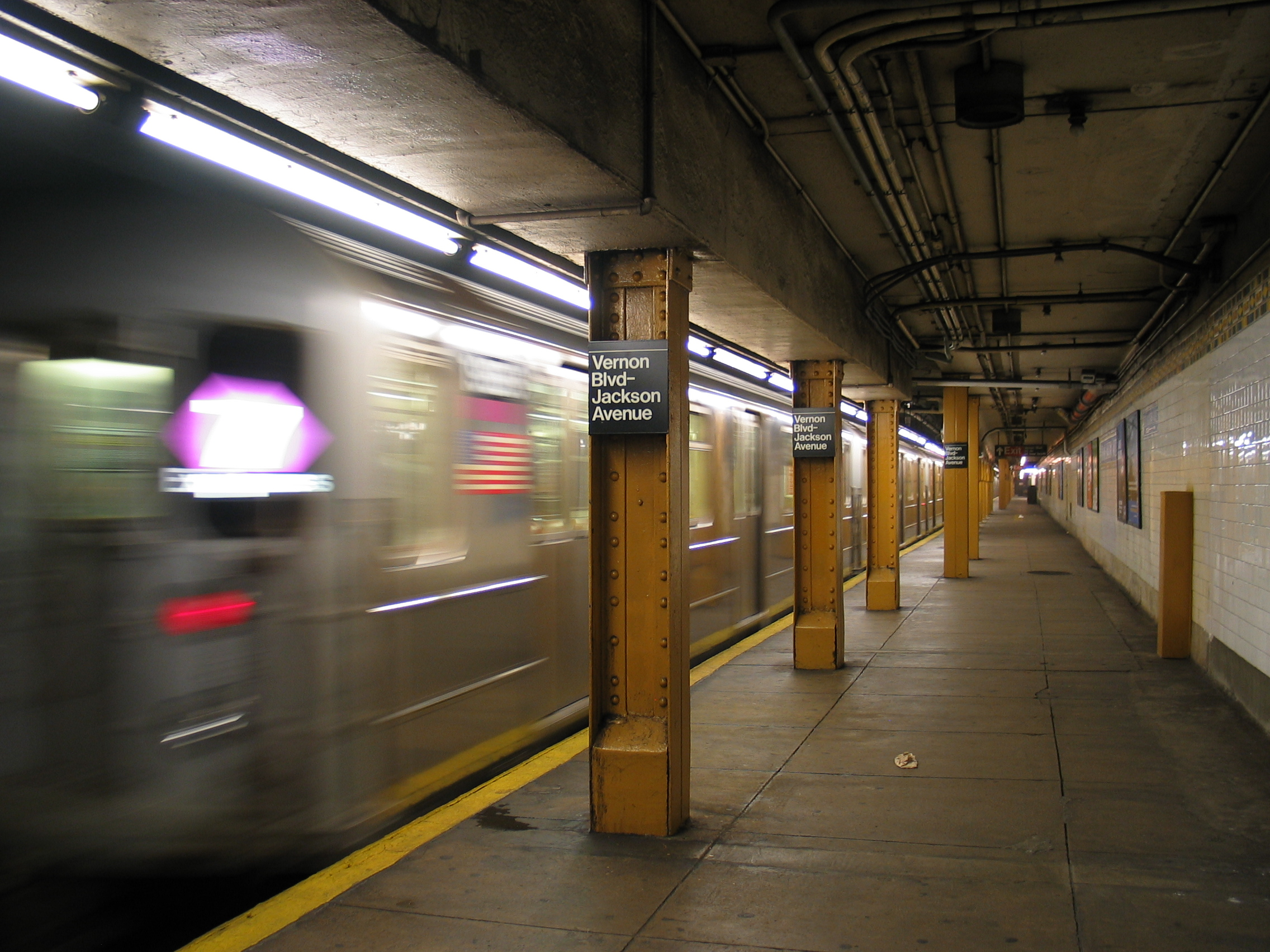
Estação Vernon Boulevard-Jackson Avenue

| Símbolo | Legenda                                            |
| ------- | -------------------------------------------------- |
|         | Paradas em todos os horários                       |
|         | Paradas em todos os horários, exceto em madrugadas |
|         | Paradas somente em madrugadas e fins de semana     |
|         | Paradas somente em dias de semana                  |
|         | Paradas somente em horários de pico (Expresso)     |
|         | Estação fechada                                    |

|                  |  | Estações                          | Acesso para deficientes | Transferências | Conexões |
| ---------------- |  | --------------------------------- | ----------------------- | --- | --- |
| Queens           |  |                                   |                         | | |
|                  |  | Flushing – Main Street            | Acesso para deficientes | | Long Island Rail Road e para o ônibus Q48 para o Aeroporto de LaGuardia                                                                                           |
|                  |  | Mets – Willets Point              | [ 7 ] [ 8 ]             | | Willets Point – Shea Stadium Long Island Rail Road na estação Mets–Willets Point (somente em eventos especiais) e para o ônibus Q48 para o Aeroporto de LaGuardia |
|                  |  | 111th Street                      |                         | | Ônibus Q48 para o Aeroporto de LaGuardia |
|                  |  | 103rd Street – Corona Plaza       |                         | | |
|                  |  | Junction Boulevard                | Acesso para deficientes | | Ônibus Q72 para o Aeroporto de LaGuardia |
|                  |  | 90th Street – Elmhurst Avenue     |                         | | |
|                  |  | 82nd Street – Jackson Heights     |                         | | Ônibus Q33 para o Aeroporto de LaGuardia |
|                  |  | 74th Street – Broadway            | Acesso para deficientes | | Ônibus Q33 para o Aeroporto de LaGuardia |
|                  |  | 69th Street                       |                         | | |
|                  |  | Woodside – 61st Street            | Acesso para deficientes | | Long Island Rail Road na estação Woodside |
|                  |  | 52nd Street                       |                         | | |
|                  |  | 46th Street – Bliss Street        |                         | | |
|                  |  | 40th Street – Lowery Street       |                         | | |
|                  |  | 33rd Street – Rawson Street       |                         | | |
|                  |  | Queensboro Plaza                  |                         | | |
|                  |  | 45th Road – Court House Square    |                         | na estação Long Island City – Court Square na estação 23rd Street – Ely Avenue (Transferências somente com MetroCard) | |
|                  |  | Hunters Point Avenue              |                         | | Long Island Rail Road na estação Hunterspoint Avenue |
|                  |  | Vernon Boulevard – Jackson Avenue |                         | | Long Island Rail Road na estação Long Island City (apenas horários de pico)                                                                                       |
| Manhattan        |  |                                   |                         | | |
|                  |  | Grand Central                     | Acesso para deficientes | e para Times Square-42nd Street                                                                                       | Metro-North Railroad at Grand Central Terminal |
|                  |  | Fifth Avenue – Bryant Park        |                         | | |
|                  |  | Times Square                      | Acesso para deficientes | e para Grand Central-42nd Street                                                                                      | Port Authority Bus Terminal |
| Futuras estações |  |                                   |                         | | |
|                  |  | 10th Avenue                       | Acesso para deficientes | | |
|                  |  | 34th Street                       | Acesso para deficientes | | |

- O serviço expresso funciona em dias de semana das 5:30 às 10:00 a.m. indo para Times Square e das 3:00 às 10:15 p.m. (15:00 às 22:15) indo para Flushing – Main Street assim como depois de jogos no Citi Field.